# Ceratocombus niger
Ceratocombus niger är en insektsart som beskrevs av Philip Reese Uhler 1904. Ceratocombus niger ingår i släktet Ceratocombus och familjen dvärgskinnbaggar. Inga underarter finns listade i Catalogue of Life.